# 東京貿易ホールディングス
東京貿易ホールディングス株式会社（とうきょうぼうえきホールディングス）は、東京都中央区の京橋エドグランに本社を置く、独立系の商社グループの持株会社である。
従来は一般的な商社スタイルであったが、近年ではメーカー的な製造機能を強化しつつ、従来の商社機能を活かした活動を行っている。ニッチ産業に強く、各々の製品では業界トップシェアを誇るモノが多い。完全独立系の会社で、独自路線を進む珍しい体系と商材を持った会社。
2007年度から全ての事業が分社独立し、現在は東京貿易グループとして活動している。東京貿易ホールディングスはグループを統括する純粋持株会社。

## 概要
エネルギー関係、鉄鋼、金属、レンガ、機械、化学品、情報、医療機器、セキュリティ、情報通信機器部品などの製造、輸出入を手がける事業型総合商社である。事業体系を少しずつ変化させている。コンパクトな規模であるが、堅実な経営で、歴史も古く、評価と実績を持つ企業である。

## 本社所在地
- 東京都中央区京橋2-2-1 京橋エドグラン27F（本店登記住所）

## 沿革
- 1947年10月 - 財閥解体により株式会社東京貿易商会を設立。
- 1957年6月 - 東京貿易株式会社に商号変更。
- 1969年10月 - 厚木工場完成、操業開始（現・東京貿易テクノシステム株式会社）。
- 1986年7月 - テービーテック株式会社設立。
- 1994年3月 - 東京貿易テクノシステム株式会社設立。 メカトロシステム事業を移管。
- 1995年4月 - 株式会社東京貿易事務センター（後の株式会社ティービックス）設立。
- 1995年10月 - 株式会社アムランド（現・株式会社ティービーアイ）設立。
- 1999年7月 - 東京貿易メディカルシステム株式会社（現・東京貿易メディシス株式会社）設立。
- 2001年10月 - 東京貿易メカニクス株式会社設立。
- 2002年11月 - 新潟鐵工所の流体荷役装置事業受け皿会社として、ニイガタ・ローディング・システムズ株式会社（現・東京貿易エンジニアリング株式会社）設立。
- 2006年10月 - 新設分割により東京貿易機械株式会社（現・東京貿易マシナリー株式会社）を設立し機械事業を移管。新設分割により東京貿易金属株式会社（現・東京貿易マテリアル株式会社）を設立し金属・資材事業を移管。
- 2007年4月 - 新設分割により東京貿易CIS株式会社（後の東京貿易テクノロジー株式会社、2017年4月に東京貿易マシナリー株式会社へ吸収合併）を設立しCIS事業を移管。
- 2012年7月 - 東京貿易ホールディングス株式会社に商号変更。
- 2021年4月 - 東京貿易マシナリー株式会社と東京貿易エンジニアリング株式会社が合併し、TBグローバルテクノロジーズ株式会社を設立[1]。
- 2023年5月‐　播州電装株式会社（TB播州電装株式会社に社名変更）、PT. BANSHU ELECTRIC INDONESIA を完全子会社化

## グループ会社
- 東京貿易マテリアル株式会社
- 東京貿易テクノシステム株式会社
- 東京貿易メディシス株式会社
- 東京貿易メカニクス株式会社
- テービーテック株式会社
- 株式会社ティービーアイ
- TBグローバルテクノロジーズ株式会社
- TB播州電装株式会社
- 東京貿易ホールディングス

国内　計9社
アメリカ合衆国
- TOKYO BOEKI NORTH AMERICA,INC.（シンシナティ）

メキシコ
- TOKYO BOEKI TECHNO-SYSTEM DE MEXICO, S.A. DE C.V.

中国
- 東京貿易（中国）有限公司（上海）
- 東京貿易技研（広州）有限公司（広州）

CIS
- TOKYO BOEKI（RUS）LTD.（モスクワ）

タイ
- TBTS(THAILAND)CO.,LTD.（バンコク）

インドネシア
- PT. BANSHU ELECTRIC INDONESIA

海外　計7社